# 15569 Feinberg
15569 Feinberg (2000 GC60) là một tiểu hành tinh vành đai chính được phát hiện ngày 5 tháng 4 năm 2000 bởi nhóm nghiên cứu tiểu hành tinh gần Trái Đất phòng thí nghiệm Lincoln ở Socorro.